# Izoterma Jossensa
Izoterma Jossensa jest 4-parametrowym eksperymentalnym równaniem izotermy adsorpcji stosowanym do opisu adsorpcji substancji organicznych z rozcieńczonego roztworu wodnego na adsorbentach heterogenicznych (np. na węglu aktywnym):
{\displaystyle Kc=a\cdot \exp \left(b\cdot a^{m}\right)}
gdzie:
- a - adsorpcja
- c - stężenie
- K - stała równowagi adsorpcji
- b,m - parametry empiryczne

Równanie Jossensa nie jest ograniczone pojemnością monowarstwy - nie jest zgodne z modelem izotermy Langmuira. Dla małych stężeń adsorbatu przechodzi w równanie izotermy Henry’ego.